# Samuel Crompton

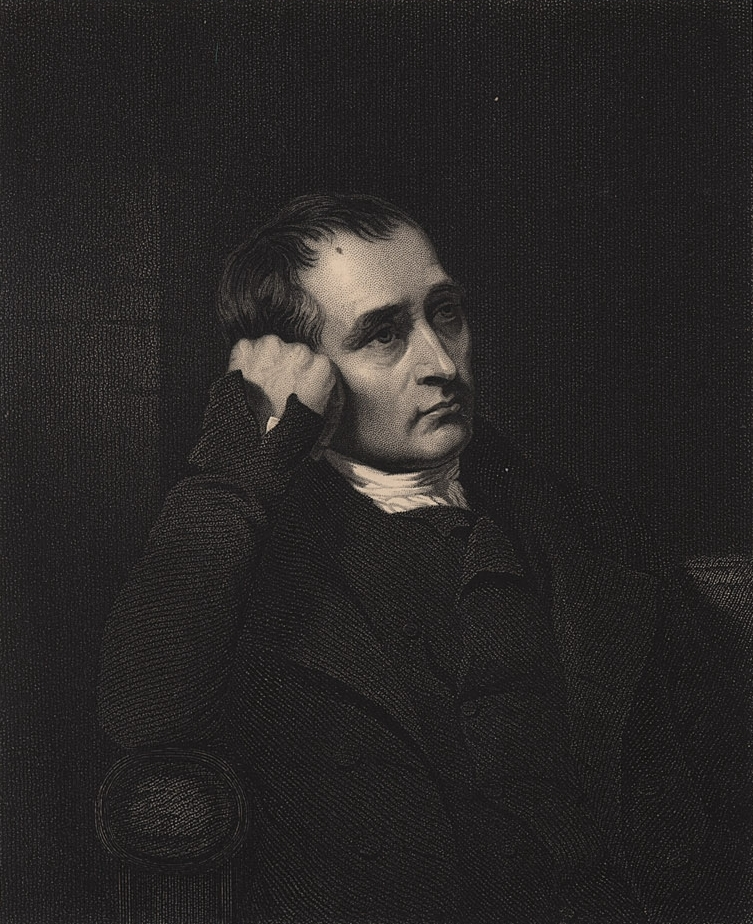
Samuel Crompton

Samuel Crompton (ur. 3 grudnia 1753, zm. 26 czerwca 1827) — angielski włókniarz i mechanik.
W 1779 r. skonstruował przędzarkę do przędzenia bawełny (tzw. mule-jenny), o 48 wrzecionach, z mechanicznym formowaniem i naciągiem nici, umożliwiającą wytwarzanie cienkiej przędzy i stanowiącą ulepszenie przędzarki R. Arkwrighta.